# I Need Love
I Need Love is een nummer van de Amerikaanse rapper LL Cool J. Het is de tweede single van zijn tweede studioalbum Bigger and Deffer uit 1987. Op 13 juli dat jaar werd het nummer op single uitgebracht. In 1996 werd het nummer op cd-single uitgebracht.

## Achtergrond
"I Need Love" werd een hit in de Verenigde Staten, het Verenigd Koninkrijk, het Duitse en het Nederlandse taalgebied. In thuisland de VS  behaalde de plaat 14e positie in de Billboard Hot 100. In het Verenigd Koninkrijk werd de 8e positie bereikt in de UK Singles Chart. In Duitsland werd de 6e positie bereikt, Oostenrijk de 13e en in Zwitserland de 6e positie. 
In Nederland werd de plaat regelmatig gedraaid op Radio 3 en werd een hit in de destijds twee landelijke hitlijsten op de nationale publieke popzender. De plaat bereikte de 3e positie in zowel de Nederlandse Top 40 als de Nationale Hitparade Top 100. In de Europese hitlijst op Radio 3, de TROS Europarade, werd géén notering behaald aangezien deze lijst op donderdag 25 juni 1987 voor de laatste keer werd uitgezonden.
In België bereikte de plaat de 6e positie in de voorloper van de Vlaamse Ultratop 50 en de 11e positie in de Vlaamse Radio 2 Top 30. In Wallonië werd géén notering behaald.